# 姚嵩
姚嵩（？—416年），南安郡赤亭（今甘肅省隴西縣西）羌人。十六國後秦宗室，將領。姚苌子，姚兴弟。
384年，后秦王姚苌派遣儿子姚嵩到西燕慕容冲那里作为人质，以请求和好。412年，后秦仇池公、氐王杨盛，背叛后秦。秦王姚兴派秦州刺史姚嵩进军羊头峡，讨伐杨盛。416年，氐王杨盛攻克后秦的祁山，逼近秦州。后秦后将军姚平赶来援救。杨盛带兵撤退，姚平与驻守上邽的姚嵩追击。夏王赫连勃勃率四万骑兵袭击上邽，姚嵩与杨盛在竹岭激战，兵败身死。